# Anna Keichline
Anna Wagner Keichline (Bellefonte, Pennsilvània, 24 de maig de 1889 – 5 de febrer de 1943) fou una arquitecta i inventora americana, coneguda per ser la primera dona registrada com a arquitecta a Pennsilvània i de les primeres als Estats Units, i per haver inventat la totxana "K brick", precursora del bloc de formigó actual.
Amb catorze anys ja va guanyar un premi per una taula de roure que ella mateixa havia dissenyat i construït. Es va graduar l'any 1906 a la Bellefonte High School, i va estudiar Enginyeria mecànica al Pennsylvania State College. Un any més tard va ingressar a la Universitat Cornell per estudiar arquitectura. L'any 1911 es va convertir en la cinquena dona que aconseguia el títol d'arquitectura a Cornell.
El 1912 va patentar el seu primer disseny: la combinació d'una pica amb un escorredor plegable. El mateix any va fer el projecte arquitectònic d'un Centre Escolar a Milesburg. El 1915 va dissenyar l'Església Presbiteriana Bald Eagle & Nittany Valley, a Mill Hall. El 1916 va fer els projectes del Garatge i els Apartaments Cadillac a Bellefonte i la casa G. Bible. L'any 1919, l'Estat de Pensilvània va establir uns exàmens d'arquitectura per regular l'exercici de la professió. L'any 1920, Anna Keichline va ser la primera dona que va superar aquests exàmens.

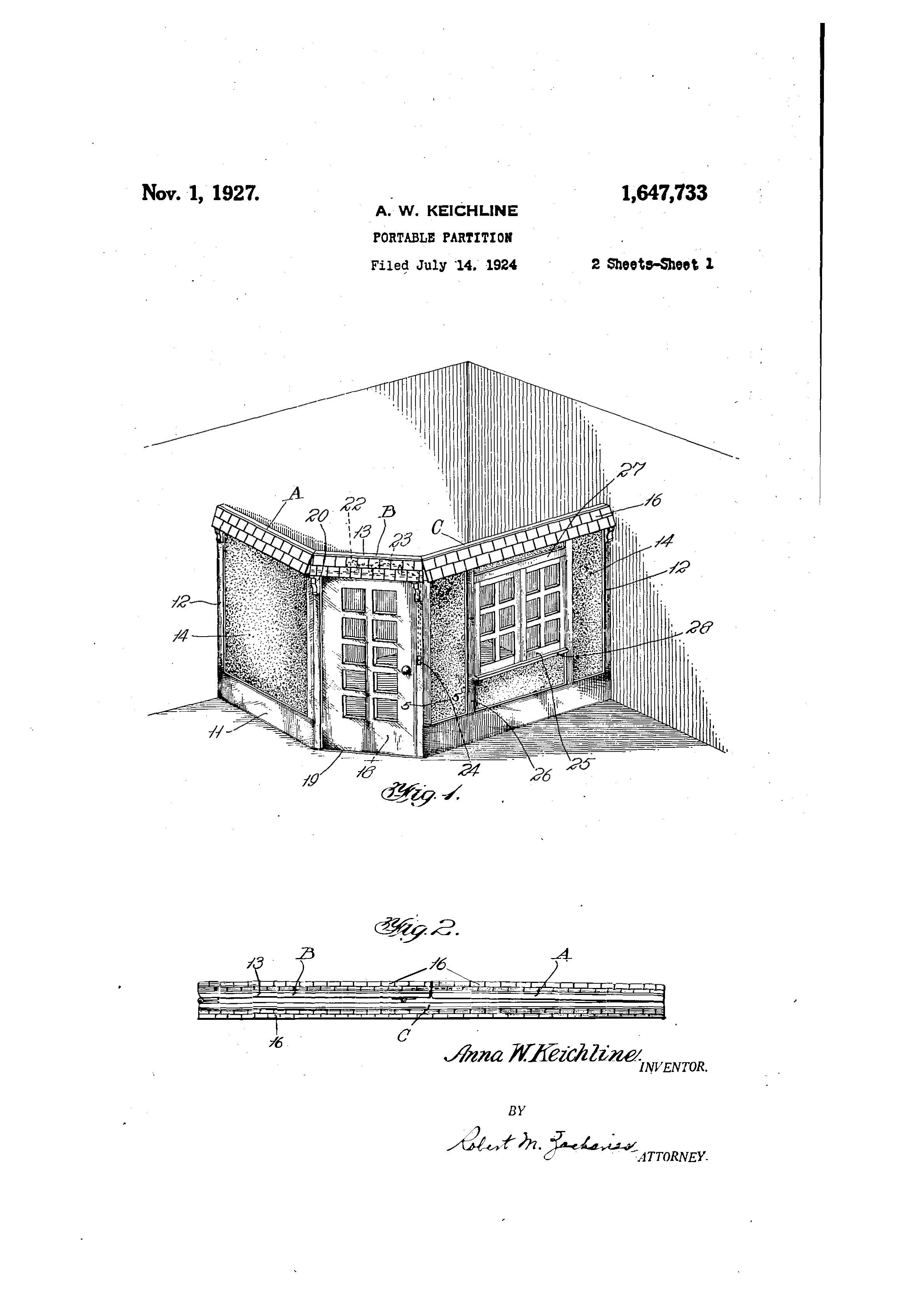
Paret de partició portàtil infantil (patent de 1927)

El 1924 va patentar els detalls constructius d'una cuina on introdueix elements que ajuden a mantenir l'ordre, la neteja i la seguretat dels usuaris: taulells inclinats, armaris amb portes de vidre, etc. El 1925 l'arquitecta dissenyà el Teatre Plaza a Bellefonte. El 1927, The Juanita Colony Country Clubhouse i patentà una altra de les seves invencions relacionades amb la integració de les activitats dels nens a la vida dels adults: un envà portable i plegable, ple de finestres, que converteix qualsevol paret o racó en una àrea de jocs. El 1929 i el 1931 patentà dos nous invents: un llit plegable per a apartaments amb poc espai i un sistema de circulació d'aire comprimit per a aigua calenta i calefacció.

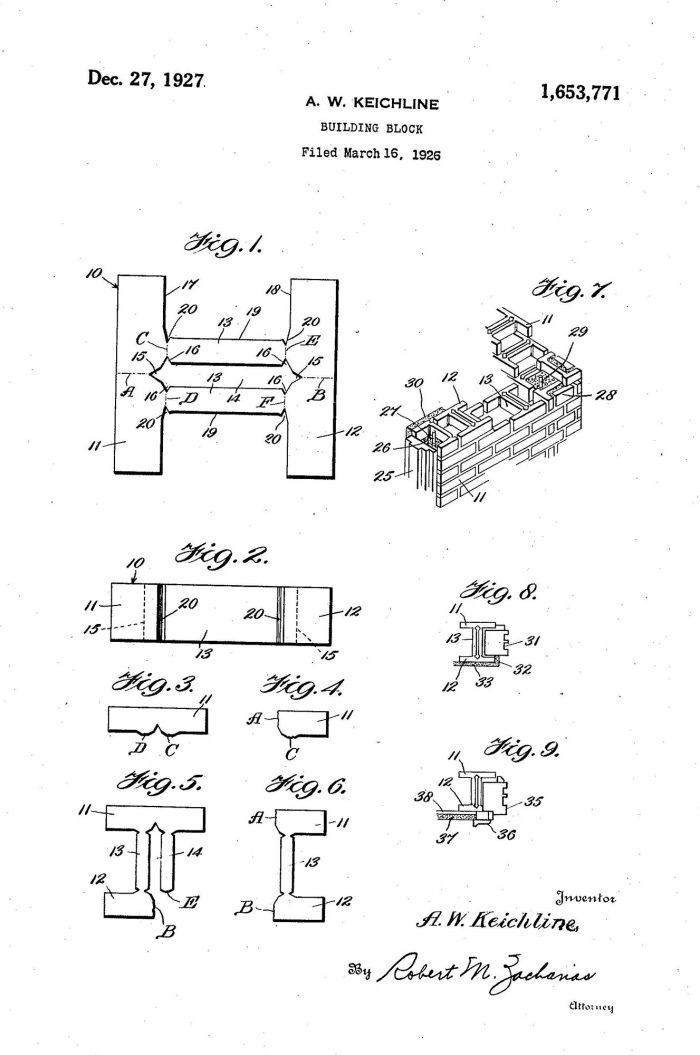
Patent per a "Bloc de construcció" (1927)

## La totxana K-Brick
Al 1927 Anna Keichline obtingué la patent d'un nou material de construcció,el que es conegué com a “K-brick”: una totxana més lleugera i més barata que el maó d'argila compacta tradicional, amb propietats tèrmiques, acústiques i ignífugues superiors, i amb qualitats favorables a l'aïllament i la insonorització. Ben aviat arquitectes i enginyers van veure els avantatges del nou material, útil per a la construcció de parets buides. Aquesta mena de maons es va produir en una àmplia gamma de colors i formes. El 1931 Keichline va rebre el premi de la Societat Americana de Ceràmica.

## Altres activitats
També es va implicar en altres activitats culturals i diverses causes socials i polítiques El 1913 Anna Wagner Keichline va liderar la marxa de sufragistes a Bellefonte . El 1918, durant la Primera Guerra Mundial, va oferir-se voluntària, i va ser acceptada com a Agent Especial de la Divisió Militar d'Intel·ligència a Washington DC, per a tasques de recerca i preparació d'informes, fins al final de la guerra.

## Final de la vida
Entre 1931 i 1940 dissenyà moltes residències i apartaments, fins que va començar a tenir problemes de salut. Va morir al febrer de 1943.